# Hypsiboas lemai
Hypsiboas lemai és una espècie de granota que viu a Guyana, Veneçuela i, possiblement també, al Brasil.
Està amenaçada d'extinció per la pèrdua del seu hàbitat natural.